# M/S Utö Express
M/S Utö Express är ett passagerarfartyg som ägs av Utö Rederi och som trafikerar rutten Nynäshamn–Nåttarö–Aspö–Rånö–Ålö.
Fartyget byggdes 1981 av Marinteknik Verkstads AB i Öregrund och levererades till Kolmårdens Rederi i Norrköping under namnet Svea Lejon. År 1992 såldes hon till Rederi Östgöta Sjö och döptes om till Lejon I, men knappt ett år senare gick Östgöta Sjö i konkurs och fartyget återgick till Rederi Göta Lejon och återfick sitt gamla namn. År 1994 såldes hon igen, den här gången till Reederiei Seebode i Tyskland och döptes om till Stadt Kappeln. År 2002 såldes hon tillbaka till Sverige och Utö Rederi som genomförde en omfattande renovering innan hon togs i trafik. Bland annat förlängdes hon med 5,5 meter och fick nya, starkare dieselmotorer som ökade maxfarten med två knop.